# Borden Classic 1977
Il Borden Classic 1977 è stato un torneo di tennis giocato sul cemento indoor. È stata la 4ª edizione del torneo, che fa parte dei Tornei di tennis femminili indipendenti nel 1977. Si è giocato a Tokyo in Giappone, dal 22 al 27 novembre 1977.

## Campionesse

### Singolare
Billie Jean King ha battuto in finale  Martina Navrátilová con il punteggio di 7–5, 5–7, 6–1

### Doppio
- Doppio non disputato